# Союз рыжих
«Союз рыжих» (англ. The Red-Headed League) — произведение из серии «Приключения Шерлока Холмса» Артура Конана Дойля. Впервые опубликовано ежедневным журналом Strand Magazine в августе 1891 года. Сам автор поставил этот рассказ на второе место из 12 наиболее любимых им рассказов о Шерлоке Холмсе. На русский язык этот рассказ впервые переведён в 1905 году Ф. Латернером.

## Описание сюжета
Лондон, 1890 год. К Шерлоку Холмсу и доктору Ватсону приходит рыжеволосый мужчина по имени Джабез Уилсон. Он рассказывает им странную историю, приключившуюся с ним недавно. По его словам, он владеет небольшой ссудной кассой, в которой работает он и его молодой ассистент Винсент Сполдинг. Несколько недель назад Сполдинг, прочитав объявление в газете о том, что какой-то «Союз рыжих» предлагает лёгкую, но высокооплачиваемую работу исключительно рыжеволосым людям, начал уговаривать своего шефа ответить на объявление. Джабез Уилсон, заинтригованный объявлением, пришёл на собеседование, и к своему удивлению, сразу же получил место, как ему объяснили, из-за своего яркого и живого оттенка волос. В течение следующих нескольких недель Джабез Уилсон аккуратно приходил на работу в небольшой изолированный офис, в котором находились лишь только стол и пара деревянных стульев, и четыре часа в день переписывал Британскую энциклопедию, получая неплохую плату. Однажды, придя, как обычно, на работу, он увидел объявление, что «Союз рыжих» распался. Он просит Холмса помочь ему разобраться в этой странной истории и узнать, что произошло. Холмс обещает помочь Уилсону.
Холмс и Ватсон встречаются с Винсентом Сполдингом в ссудной кассе, и в течение короткой беседы с ним Холмс замечает, что его штаны на уровне колен запачканы. Холмс также обращает внимание на то, что в соседнем здании находится банк. Сопоставив и проанализировав эти, а также некоторые другие факты, Холмс приходит к выводу, что злоумышленники планируют ограбить банк, сделав подкоп к нему со стороны ссудной кассы. А вся выдумка насчёт «Союза рыжих» понадобилась им только для того, чтобы иметь доступ к ссудной кассе, которой владел Джабез Уилсон, вынудив его отлучаться каждый день для работы в загадочном офисе для рыжих. Холмс вызывает полицейского инспектора Джоунса и директора банка. Вчетвером они устраивают засаду в подземном сейфе банка, в которую попадаются известный преступник Джон Клей, скрывавшийся под именем Винсента Сполдинга, и его сообщник Арчи, принимавший Джабеза Уилсона на работу в «Союзе рыжих».

## Нестыковки
Объявление в газете датировано 27 апреля 1890 года («— „Утренняя хроника“. 27 апреля 1890 года. Ровно два месяца назад»). Записка о роспуске «Союза рыжих» датирована 9 октября («СОЮЗ РЫЖИХ РАСПУЩЕН 9 ОКТЯБРЯ 1890 ГОДА»).
Поскольку рассказ начинается словами «Это было осенью прошлого года…», дата газетного объявления, очевидно, является опиской писателя.

## Экранизации
- Телесериал «Приключения Шерлока Холмса». Произведён в Великобритании в 1984—1994 гг. Сезон 1 «Приключения Шерлока Холмса», эпизод 12 «Союз рыжих».
- Телесериал телеканала Россия-1 «Шерлок Холмс», 6 серия "Галифакс", снят в 2013 году по мотивам рассказов "Союз Рыжих" и "Чертежи Брюса-Партингтона".